# Oenomys ornatus
Oenomys ornatus је врста глодара из породице мишева (лат. Muridae). 

## Распрострањење
Врста има станиште у Гани, Либерији, Обали Слоноваче и Сијера Леонеу.

## Станиште
Врста Oenomys ornatus има станиште на копну.

## Угроженост
Ова врста није угрожена, и наведена је као последња брига јер има широко распрострањење.

### Популациони тренд
Популациони тренд је за ову врсту непознат.